# 靜態起跑

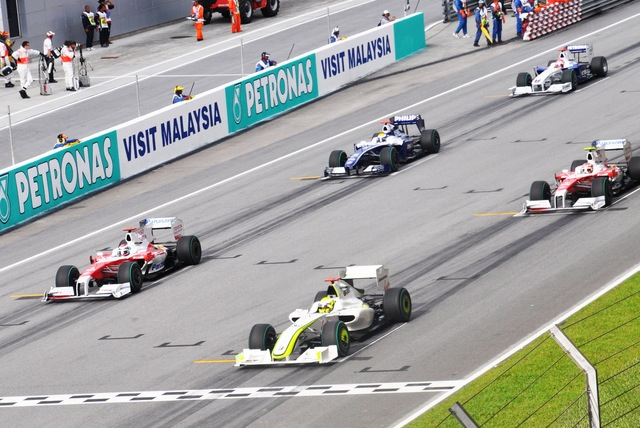
2009年F1馬來西亞大賽的靜態起跑.

靜態起跑是賽車運動當中的一種起跑方式，當比賽開始時賽車本身是靜止的。
在靜態起跑中,車輛引擎是啟動的但是完全靜止直到綠燈亮起才開始比賽。在這之前常常伴隨著其他燈號。靜態起跑在許多賽車運動中相當常見，包含了大多數的單座賽車、房車賽、拉力賽、卡丁車等。靜態起跑通常在一圈的暖胎圈之後，但在天雨情況下有可能進行多個暖胎圈。
1996年一級方程式賽季開始，五盞紅燈會順序亮起，然後一起熄滅後開始比賽，自此之後綠燈不再應用於起跑程序。其他賽車運動亦相繼採用類似或相同的起步方式（如1998年國際F3000賽車，2001年V8超級房車賽、MotoGP及2005年世界房車錦標賽）。
美國的賽車系列如印第賽車、 NASCAR傳統上是用動態起跑。在2013及2014賽季, 印第賽車在幾項選定的賽事中採用了靜態起跑 ，可是在幾次的起跑線上的事故後最終在2014賽季後取消了靜態起跑。

## 利曼式起跑

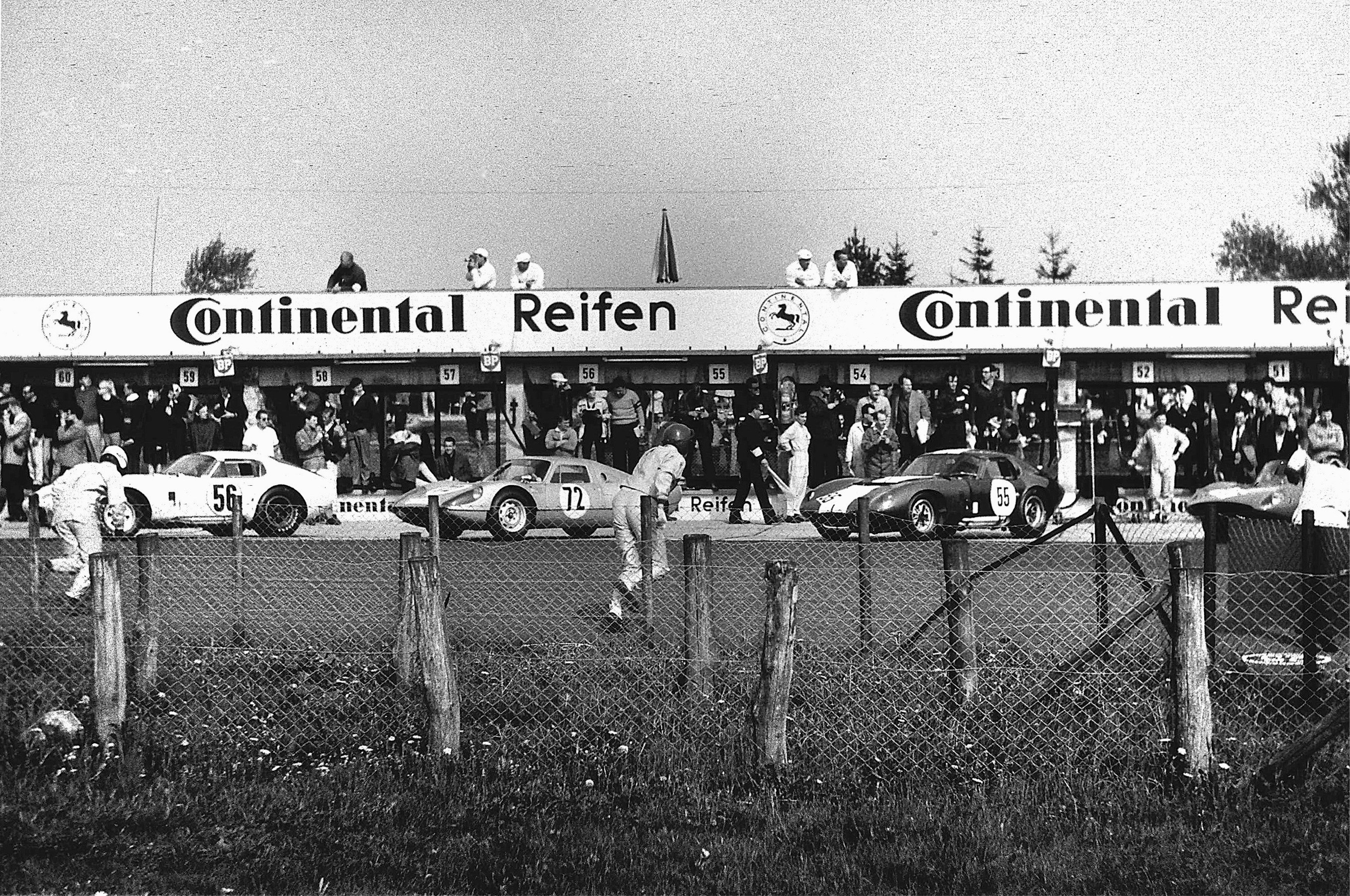
1965年紐柏林賽道的利曼式起跑

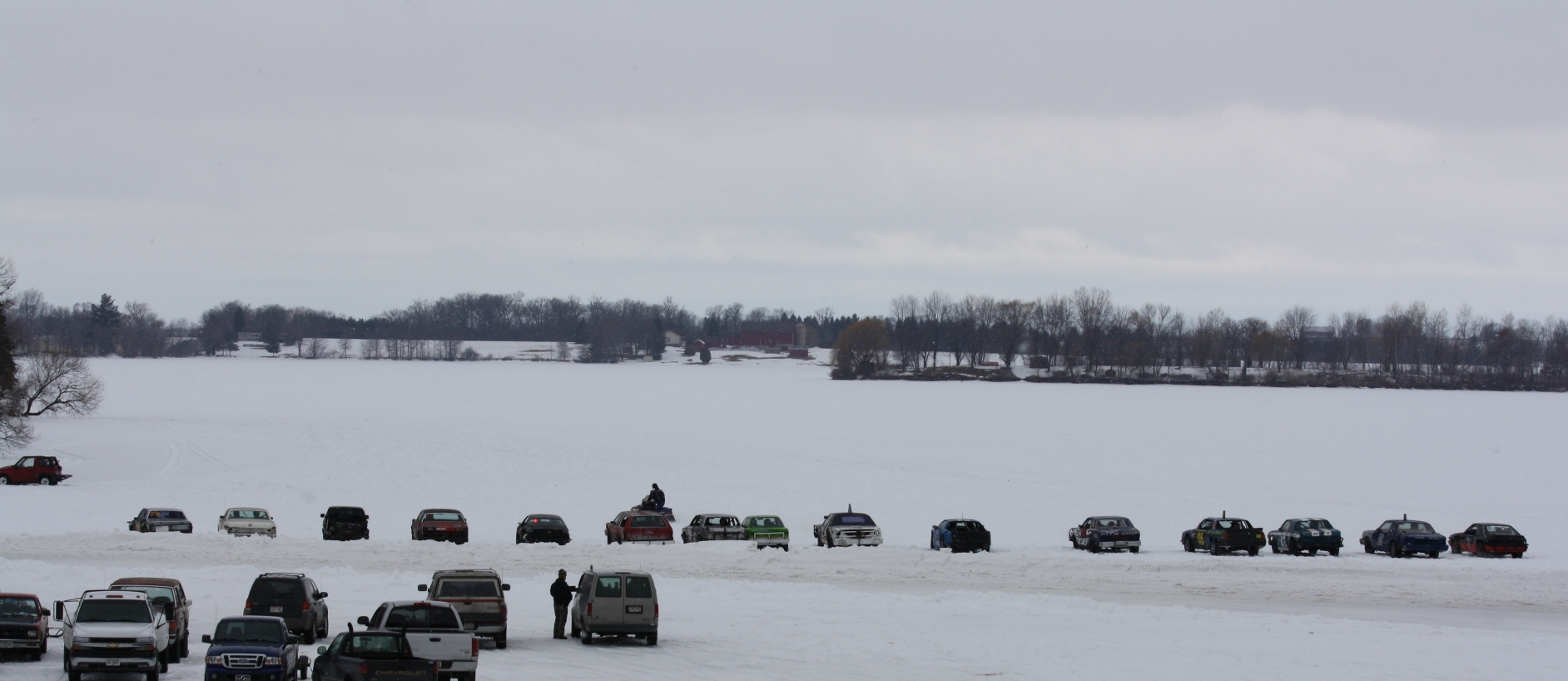
Land rush start

利曼式起跑源自利曼24小時耐力賽，是大部分早年賽車運動的起跑方式，利曼式起跑需要賽車手們在旗號揮下之後從賽道的一側跑到另外一側後爬進他們停在對面的賽車然後發動車輛將賽車駛向跑道開始比賽。這種起跑方式非常的不安全，因為車手們可能在過程當中疏漏了他們應該要綁緊安全配備的步驟。John Woolfe於1969年利曼24小時耐力賽便因沒有綁緊安全帶，於首圈發生意外身亡。
現時世界耐力錦標賽使用自1970年利曼24小時耐力賽使用的land rush start，比起正統的利曼式起跑，車手在起跑前已經登上賽車並綁緊安全配備及啟動引擎，賽車根據起跑順序逐輛起步以開始暖胎圈。
各項電單車耐力賽（如世界電單車耐力賽）和瓦斯動力的radio controlled car賽事仍然採用利曼式起跑。

## 安全性
一種替代靜態起跑的起跑方式稱為動態起跑。靜態起跑在方程式賽車中常被認為比較安全。因為賽車的高度加速性能，可能在動態起跑中造成許多問題，問題發生的癥結點在安全車的速度和關於起跑的規則（有些賽車運動嚴格限制賽車在安全車進入到維修道之後才能加速，有些則是在接近起跑線後才能加速）。然而，靜態起跑也可能造成許多問題,例如靜止的賽車被後方加速起跑的車撞上。例如2007年Champ Car世界系列賽Mont-Tremblant分站，那時有許多賽車停在起跑點，導致安全車出動。在使用靜態起跑的賽車運動中，常對那些「偷跑」（即在燈號熄滅以前就起跑）的賽車手懲罰。